# حوزه انتخابیه اول میشیگان
حوزه انتخابیه اول میشیگان یک حوزه انتخابیه مجلس نمایندگان آمریکا است که در ایالت میشیگان قرار دارد.